# Ralph Lothar
Ralph Günther Lothar (* 29. Juli 1910 in Berlin als Lothar Pfeiffer; † 13. Oktober 1981 ebenda; auch Ralf Günther Lothar) war ein deutscher Schauspieler, Hörspiel- und Synchronsprecher, Regisseur und Drehbuchautor.

## Leben
Ralph Lothar wurde als Sohn des Justizamtmanns Heinrich Lothar und seiner Ehefrau Selvani geboren. Nach Abschluss der Oberrealschule besuchte er eine private Schauspielschule und erhielt bei Eugenie Eduardowa in Berlin eine klassische Ballettausbildung. Er debütierte 1929 am Deutschen Theater in Franz Werfels Drama Paulus unter den Juden und war anschließend an Bühnen in Remscheid, Wilhelmshaven und Koblenz tätig. Ab 1939 spielte Ralph Lothar in Berlin am Rose-Theater und dem Theater in der Behrenstraße. Nach Wehrdienst und Kriegsgefangenschaft folgten ab 1945 wiederum in Berlin Engagements als Schauspieler und Regisseur an verschiedenen Bühnen (Deutsches Theater, Komische Oper, Theater am Schiffbauerdamm, Komödie, Renaissance-Theater und Schillertheater).

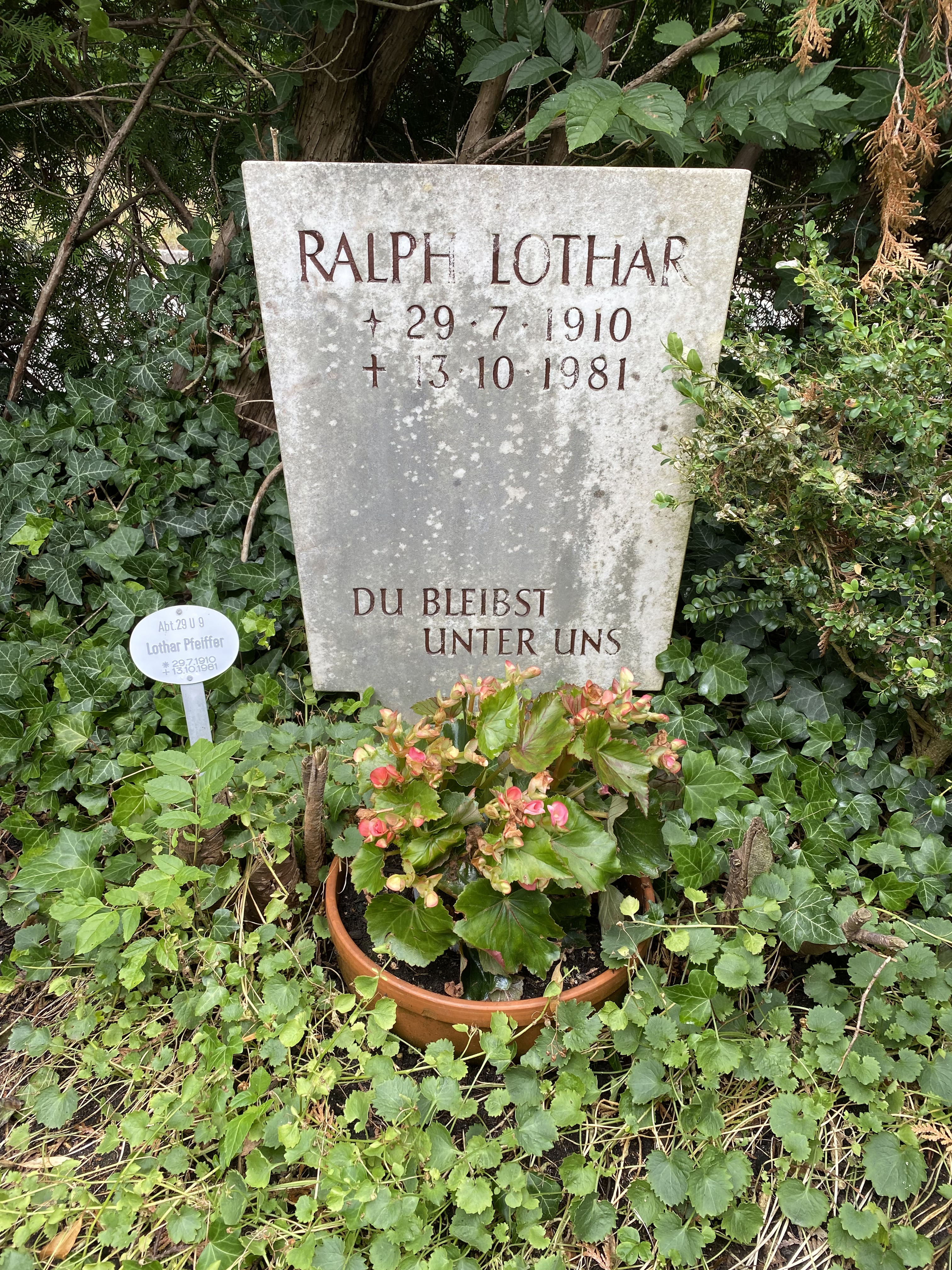
Grabstätte auf dem Friedhof Dahlem

Erste Rollen in Filmproduktionen verkörperte Ralph Lothar 1941 in Der Weg ins Freie von Rolf Hansen mit Zarah Leander, Hans Stüwe und Siegfried Breuer und 1943 in Ich vertraue Dir meine Frau an von Kurt Hoffmann mit Heinz Rühmann, Lil Adina und Werner Fuetterer. In den 1950er Jahren war er in Spielfilmen wie 1954 die Die verschwundene Miniatur von Carl-Heinz Schroth mit Paola Loew, Paul Westermeier, Paul Bildt und Lina Carstens und 1956 Schwarzwaldmelodie von Géza von Bolváry mit Erica Beer, Claus Biederstaedt und Willy Fritsch zu sehen. Ab Mitte der 1950er Jahre wendete er sich zunehmend dem Regiefach zu und arbeitete zunächst als Regieassistent unter anderem bei den Filmproduktionen Viktor und Viktoria und Banktresor 713 mit. Nach ersten eigenen Arbeiten für Kino und Fernsehen war er bei den Fernsehserien Jedermannstraße 11 und Landarzt Dr. Brock für die Regie verantwortlich. Den letzten Auftritt als Darsteller hatte er in fünf Folgen der Fernsehserie Drei Damen vom Grill in der Rolle als Eric Reimann.
Ralph Lothar arbeitete auch als Sprecher in einigen Hörspielproduktionen mit. Er betätigte sich zudem als Synchronsprecher. So konnte man ihn unter anderem in den Spielfilmen Sindbad der Seefahrer, Zwölf Uhr mittags und Schmutziger Lorbeer als deutsche Stimme hören.
Er war darüber hinaus Lehrbeauftragter für das Fach Regie am Institut für Theaterwissenschaft der Freien Universität Berlin und schrieb für den Spielfilm Die Treppe aus dem Jahr 1950 das Drehbuch. Für den Film Das Donkosakenlied von 1956 lieferte er die Idee.
Lothar war verheiratet und hatte eine Tochter.
Ralph Lothar starb 1981 im Alter von 71 Jahren in Berlin. Sein Grab befindet sich auf dem Friedhof Dahlem.

## Filmografie (Auswahl)

### Darsteller
- 1941: Der Weg ins Freie
- 1943: Ich vertraue Dir meine Frau an
- 1943: Herr Sanders lebt gefährlich
- 1947: … und über uns der Himmel
- 1948: Chemie und Liebe
- 1949: Mädchen hinter Gittern
- 1949: Quartett zu fünft
- 1949: Nächte am Nil
- 1949: Nach Regen scheint Sonne
- 1950: Die Treppe
- 1953: Kopf oder Zahl
- 1954: Meines Vaters Pferde I. Teil Lena und Nicoline
- 1954: Meines Vaters Pferde II. Teil Seine dritte Frau
- 1954: Gitarren der Liebe
- 1954: Die verschwundene Miniatur
- 1955: Premiere im Metropol (Fernsehfilm)
- 1955: Der Biberpelz (Fernsehfilm)
- 1955: Oberwachtmeister Borck
- 1955: Eine Frau genügt nicht?
- 1955: Hotel Adlon
- 1955: Die Husaren kommen (Fernsehfilm)
- 1956: Studentin Helene Willfüer
- 1956: Der Prozeß Mary Dugan (Fernsehfilm)
- 1956: Schwarzwaldmelodie
- 1956: Möwen über Sorrent (Fernsehfilm)
- 1956: Spion für Deutschland
- 1957: Wie ein Sturmwind
- 1957: Kopf oder Zahl (Fernsehfilm)
- 1958: Zwei Herzen im Mai
- 1958: Madeleine und der Legionär
- 1959: Herbert Engelmann (Fernsehfilm)
- 1973: Der Nervtöter (Fernsehserie)
- 1975: Kommissariat 9 – Potemkin lässt grüßen
- 1977: Tausend Lieder ohne Ton (Fernsehfilm)
- 1977–1978: Drei Damen vom Grill (Fernsehserie) – 5 Folgen als Eric Reimann

### Regie
- 1959: Der König ist tot (Fernsehfilm)
- 1961: Treibjagd auf ein Leben
- 1962: Haß ohne Gnade
- 1962–1965: Jedermannstraße 11 (Fernsehserie) – 26 Folgen
- 1964: Mitternachtszauber (Fernsehfilm)
- 1964: Abenteuerliche Geschichten (Fernsehserie)
- 1967–1969: Landarzt Dr. Brock (Fernsehserie) – 26 Folgen
- 1972–1973: Job nach Noten (Fernsehserie) – 6 Folgen

### Regieassistenz
- 1956: Spion für Deutschland
- 1957: Viktor und Viktoria
- 1957: Banktresor 713

### Drehbuch
- 1950: Die Treppe
- 1956: Das Donkosakenlied (Idee)

## Theater
- 1948: Ben Jonson (Bearbeitet von Stefan Zweig): Volpone (Mosca) – Regie: Willi Schmidt (Deutsches Theater Berlin)
- 1950: Richard Brinsley Sheridan: Die Lästerschule – Regie: Aribert Wäscher (Deutsches Theater Berlin – Kammerspiele)

## Hörspiele (Auswahl)
- 1948: George Bernard Shaw: Der Kaiser von Amerika – Regie: Alfred Braun (Berliner Rundfunk)
- 1949: William Shakespeare: Romeo und Julia (Mercurio) – Regie: Alfred Braun (Berliner Rundfunk)
- 1949: George Bernard Shaw: Die heilige Johanna – Regie: Alfred Braun (Berliner Rundfunk)
- 1950: Staatsgeheimnis
- 1951: Stimmen über dem Fluß
- 1953: Nachstreife
- 1953: Das Roß der fröhlichen Lerche
- 1956: Ein Toter plaudert etwas (Folge aus dem Mehrteiler „Wo ist 'Mister Milburry'“)
- 1958: Sardische Feme (Folge aus der Reihe „Die Jagd nach dem Täter“)
- 1971: Der Pappberg
- 1971: Vaters Beerdigung
- 1972: Ritual
- 1973: Der Dreispitz
- 1974: Auf der Fährte der ersten Vermögen

## Synchronisation (Auswahl)
- 1949: Der Untergang von Pompeji
- 1950: Sindbad der Seefahrer
- 1951: Herr der rauhen Berge
- 1951: Die Narbenhand
- 1952: Triumphbogen
- 1952: Sie tanzte nur einen Sommer
- 1953: Bis zum letzten Mann
- 1953: Gefährliches Blut
- 1953: Mein großer Freund Shane
- 1953: Zwölf Uhr mittags
- 1953: Schüsse in New Mexiko
- 1954: Flug nach Tanger
- 1954: Die Teufelspassage
- 1954: Goldenes Gift
- 1954: Gefährliche Schönheit
- 1955: Unsichtbare Gegner
- 1955: Sturm-Angst
- 1955: Beau Brummell
- 1955: Die Teuflischen
- 1955: Der schwarze Prinz
- 1956: Schmutziger Lorbeer
- 1956: Der Mann, der zuviel wußte
- 1956: Die Barrikaden von San Antone
- 1956: Der Einzelgänger
- 1956: Dem Tode entronnen
- 1957: Klar Schiff zum Gefecht
- 1957: Flug nach Hongkong
- 1958: Kampf auf Leben und Tod
- 1958: Mein Leben ist der Rhythmus
- 1959: Ein Fremder in meinen Armen
- 1960: Die Rache des Herkules